# Igreja de São Martinho de Cedofeita
A Igreja de São Martinho de Cedofeita (também conhecida como Igreja Românica de Cedofeita) localiza-se no Largo do Priorado, Cedofeita, na cidade do Porto, em Portugal.

## História e arquitetura
Não se sabe quando terá sido construída a igreja original, sendo no entanto pacífica a ideia de que será um resquício da povoação sueva, que se localizava em Cedofeita. Uma das teorias maioritárias entre os historiadores[carece de fontes?] é a de que terá sido erguida pelo rei suevo Reciário em 446. Outros defendem que foi o rei Teodomiro, também suevo, quem a mandou construir, em 559, tendo sido baptizado nela conjuntamente com o seu filho Ariamiro.
A acreditar nesta última versão da história, o nome de Cedofeita será uma referência à igreja. Conta a lenda que Teodomiro, desesperado porque não encontrava cura para a doença do Ariamiro, recorreu a São Martinho de Tours, enviando a esta cidade embaixadores com ofertas de prata e ouro em peso igual ao do seu filho. Acabou por ser o bispo de Braga São Martinho de Dume o portador de uma relíquia de São Martinho de Tours, perante a exposição da qual o filho do rei foi curado, e todo o povo suevo presente convertido ao catolicismo. Esta relíquia está guardada nesta igreja de Cedofeita, juntamente com outras do evangelizador dos suevos, o bispo de Braga e de Dume. Teodomiro ordenou o início da construção de uma nova igreja em honra do referido santo. O templo foi construído com tal celeridade que se terá dito acerca dele Cito Facta, o que significa Feita Cedo, derivando em Cedofeita.

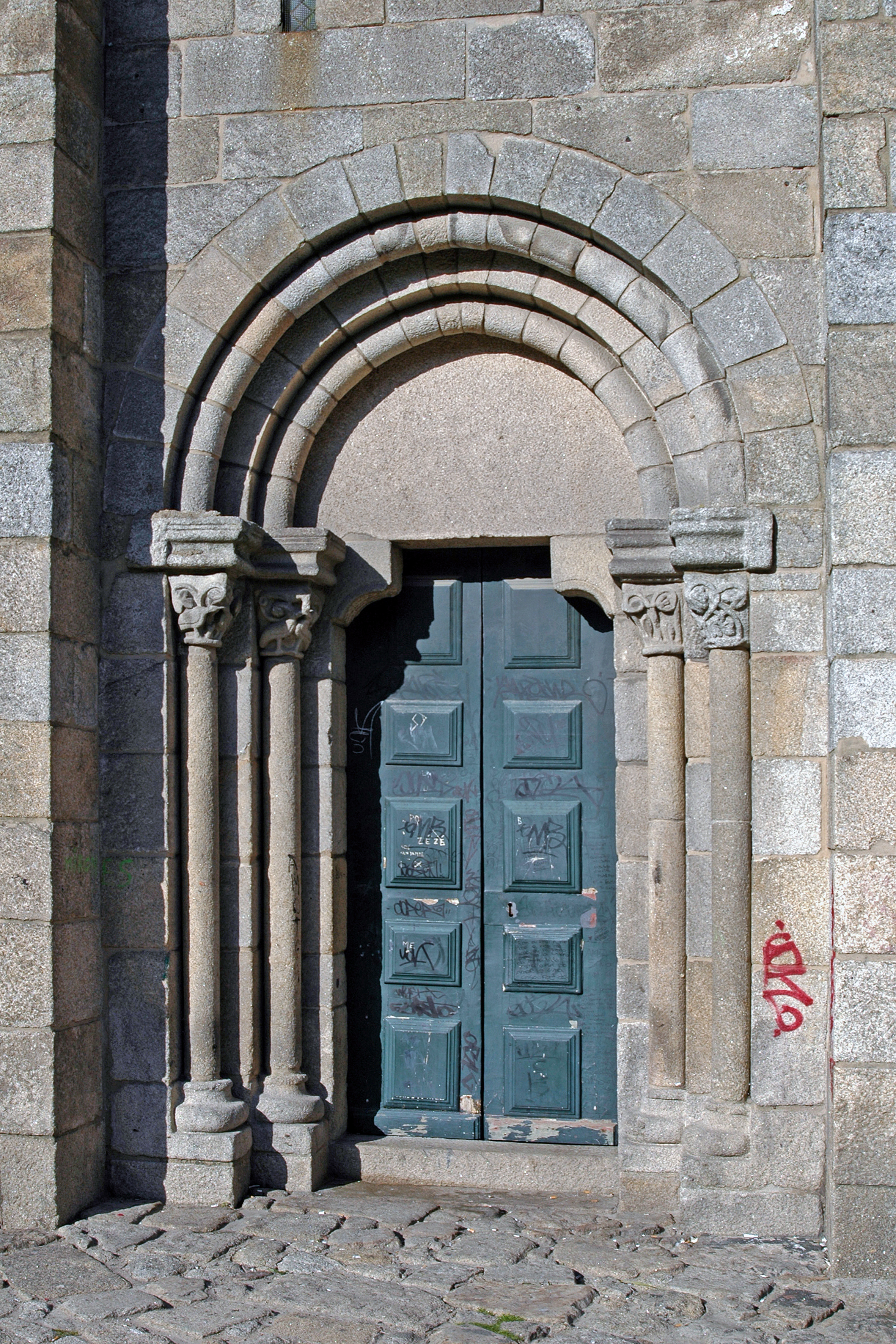
Portal do lado sul.

A igreja foi alvo de sucessivas transformações, adquirindo um traço românico quando foi erguido no mesmo local o Mosteiro de Cedofeita no início do século XII. Em 1742 o prior D. Luís de Sousa Carvalho ordenou várias modificações, dando-lhe o desenho que hoje vemos. Em 1930, a Direcção dos Edifícios e Monumentos Nacionais, tentando devolver originalidade, eliminou muitos elementos ornamentais colocados ao longo dos tempos destruindo toda a igreja e mosteiro, apenas sobrando a sua venerável fachada e torre.

## Nova Igreja Paroquial de São Martinho de Cedofeita
Localiza-se a 50m sul da Igreja romanica da São Martinho de Cedofeita 

Em 1895 a Confraria do Santíssimo Sacramento de Cedofeita fazia as primeiras diligências, junto de José Marques da Silva, no sentido da realização de uma planta para a nova Igreja de Cedofeita.

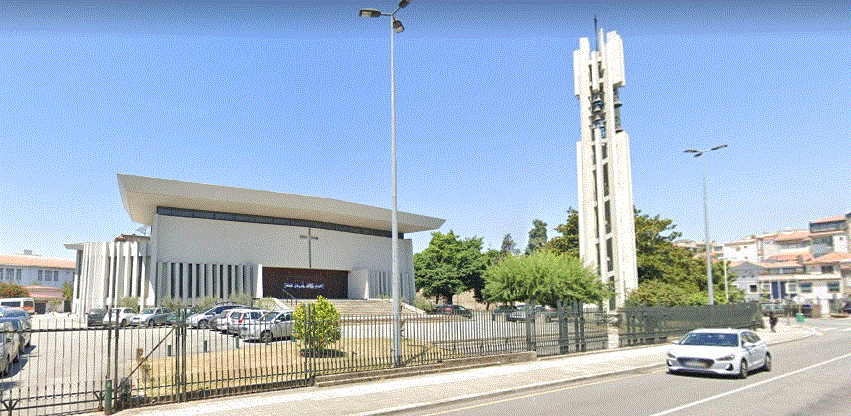
Nova igreja Paroquial de São Martinho de Cedofeita

Em 1899 é promovido o assentamento da primeira pedra da nova Igreja de Cedofeita.
Entraves vários foram colocados ao processo de construção da igreja: financeiros e políticos, sobretudo.
Em 1905 José Marques da Silva entrega à Confraria o projeto de construção e em 1906 é celebrada a primeira missa na capela provisória da igreja, mas, as obras foram suspensas em 1911.
Em 1924 José Marques da Silva retomou o projeto da igreja e dos equipamentos anexos, contudo, o projeto não avança.
Em 1963 o projecto da nova igreja é retomado e iria ser executado pelo arquiteto Eugénio Alves de Sousa.